# Vîșneve, Lohvîțea
Vîșneve (în ucraineană Вишневе) este un sat în orașul raional Cervonozavodske din raionul Lohvîțea, regiunea Poltava, Ucraina.

## Demografie
Componența lingvistică a localității Vîșneve
     Ucraineană (96,55%)
     Rusă (3,45%)
Conform recensământului din 2001, majoritatea populației localității Vîșneve era vorbitoare de ucraineană (96,55%), existând în minoritate și vorbitori de rusă (3,45%).